# Grattoir à glace
Pour les articles homonymes, voir Grattoir.

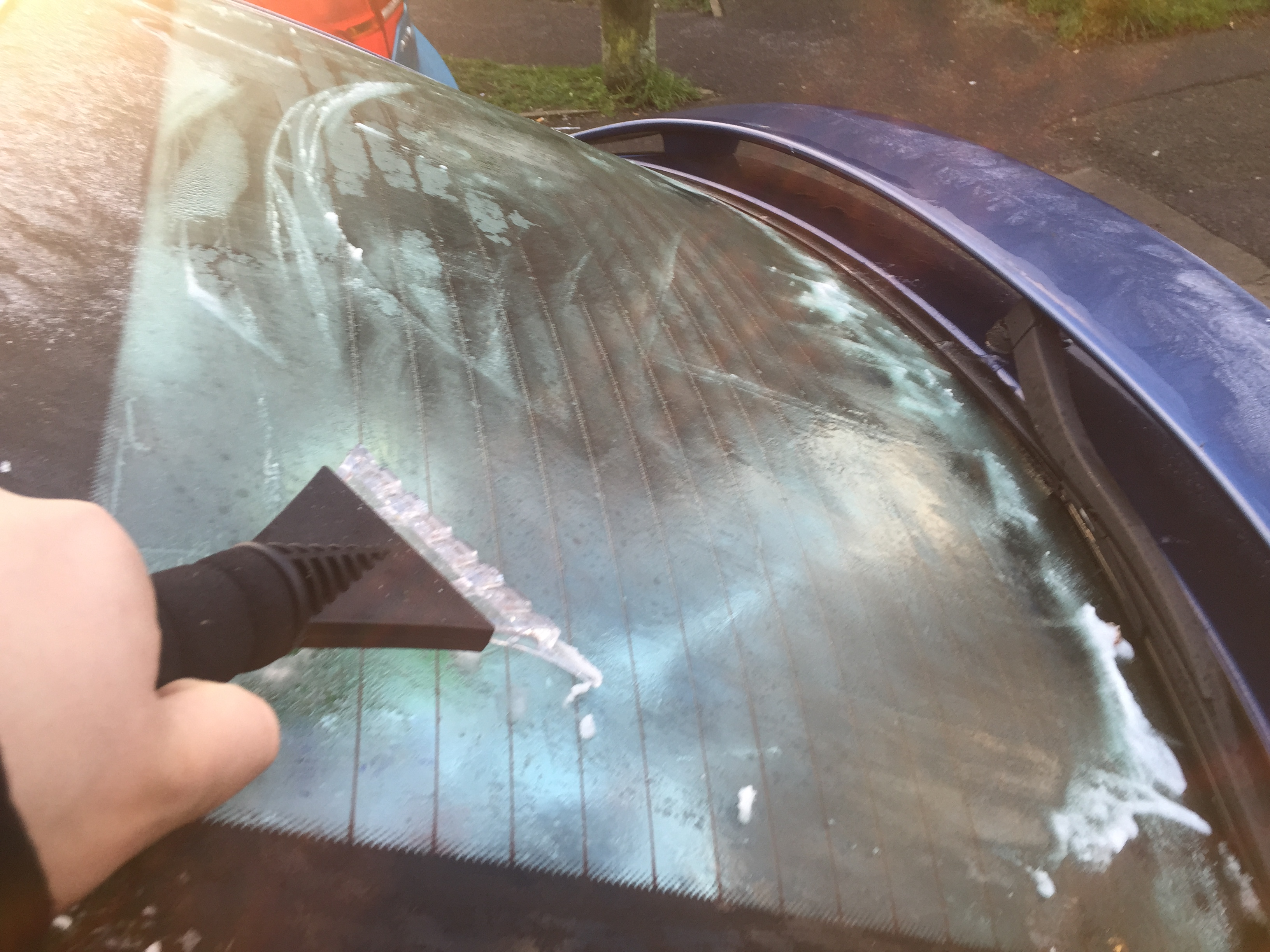
Utilisation d'un grattoir à glace.

Un grattoir à glace, ou simplement grattoir, est un petit outil qui permet d'enlever le givre, la glace et la neige des fenêtres, généralement celles des automobiles. 
Les grattoirs de base ont une lame et une poignée en plastique, bien que certains aient des lames en métal. Les modèles plus complexes comportent souvent des brosses qui enlèvent la couche de neige accumulée ou des raclettes pour enlever l'eau si la température ambiante est proche du point de fonte. La poignée peut être fixée à l'intérieur d'un gant, comme un boîtier, pour préserver la chaleur de la main et la garder au sec.
La lame du grattoir est généralement plate si elle est en métal, bien que certains modèles comprennent des crêtes qui peuvent servir à briser de la glace (comme le verglas accumulé sous la pluie verglaçante). Les lames en plastique ont tendance à avoir une forme plus complexe avec plusieurs « doigts » épais et reliés. Cette forme facilite le fléchissement de la lame au long de la légère courbure de certaines fenêtres d'automobile. Ces « doigts » ont aussi souvent des arêtes sur le dessus, de sorte que le grattoir peut être retourné pour briser la glace. Des variantes plus complexes ont été conçues pour une meilleure élimination de la glace sur les vitres courbes.